# Prêmio Guarani de Cinema Brasileiro 1999
O Prêmio Guarani de Cinema Brasileiro de 1999 é a quarta edição do Prêmio Guarani, organizada pela Academia Guarani de Cinema. Os indicados foram selecionados produções nacionais exibidas comercialmente no ano de 1998.

## Vencedores e indicados

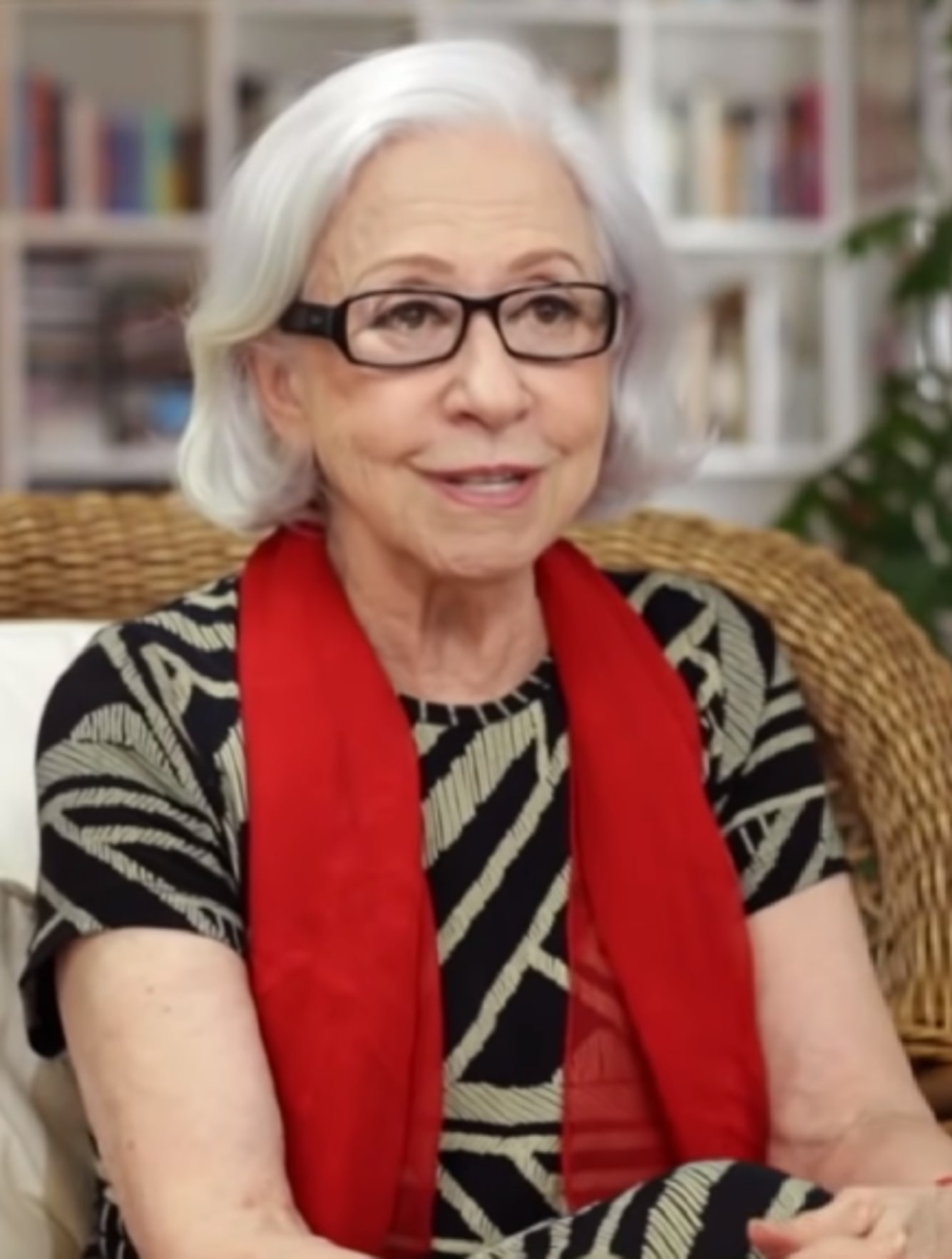
Fernanda Montenegro venceu na categoria melhor atriz, por Central do Brasil. Por esse trabalho ela também foi indicada ao Óscar e ao Globo de Ouro de melhor atriz.
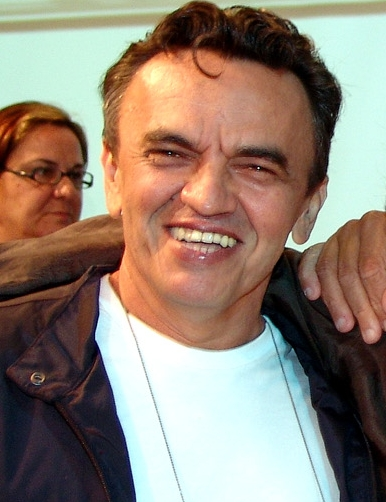
José Dumont venceu a categoria melhor ator por seu papel em Kenoma.
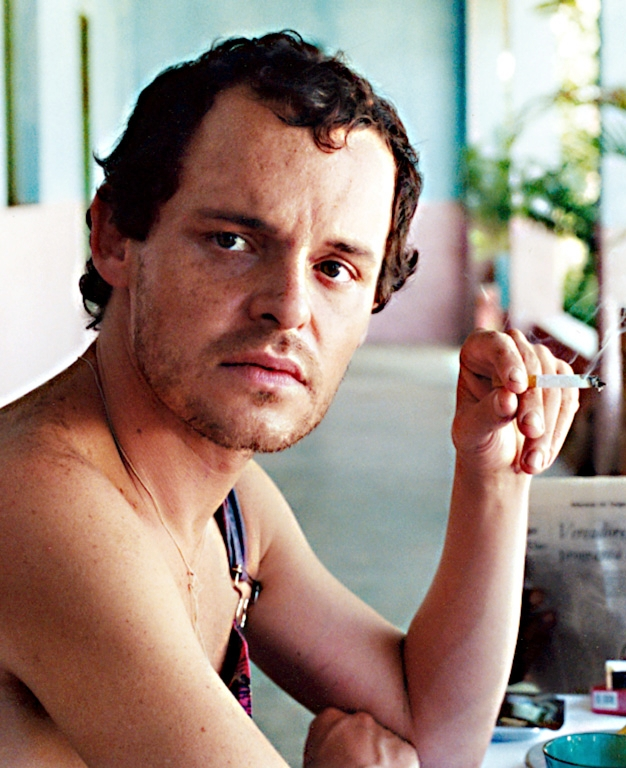
Matheus Nachtergaele venceu pelo segundo ano consecutivo a categoria de melhor ator coadjuvante, dessa vez por Kenoma.

Os vencedores estão em negrito, de acordo com o site Papo de Cinema:
| Melhor Filme | Melhor Direção |
| --- | --- |
| - Central do Brasil – Arthur Cohn e Martine de Clermont-Tonnerre - Amores – Domingos Oliveira, Angèle Fróes e Dino Menasche - Kenoma – Alain Fresnot - Um Céu de Estrelas – Tatá Amaral                             | - Walter Salles – Central do Brasil - Domingos de Oliveira – Amores - Eliane Caffé – Kenoma - Tatá Amaral – Um Céu de Estrelas |
| Melhor Atriz | Melhor Ator |
| - Fernanda Montenegro – Central do Brasil como Isadora "Dora" Teixeira - Leandra Leal – A Ostra e o Vento como Marcela - Leona Cavalli – Um Céu de Estrelas como Dalva - Patrícia Pillar – Amor & Cia como Ludovina | - José Dumont – Kenoma como Lineu - Marco Nanini – Amor & Cia como Alves - Paulo José – Policarpo Quaresma, Herói do Brasil como Policarpo Quaresma - Paulo Vespúcio – Um Céu de Estrelas como Vítor                                            |
| Melhor Atriz Coadjuvante | Melhor Ator Coadjuvante |
| - Clarice Niskier – Amores como Luiza - Florinda Bolkan – Bela Donna como Mãe Ana - Giulia Gam – Policarpo Quaresma, Herói do Brasil como Olga - Marília Pêra – Central do Brasil como Irene                        | - Matheus Nachtergaele – Kenoma como Pedro - Alexandre Borges – Amor & Cia como Machado - Jonas Bloch – Kenoma como Gerônimo - Lima Duarte – A Ostra e o Vento como José                                                                        |
| Melhor Roteiro | Melhor Fotografia |
| - Central do Brasil – Marcos Bernstein e João Emanuel Carneiro - Amores – Domingos de Oliveira e Priscilla Rozenbaum - Um Céu de Estrelas – Jean-Claude Bernadet, Márcio Ferrari e Roberto Moreira                  | - Central do Brasil – Walter Carvalho - Amor & Cia – José Tadeu Ribeiro - Bela Donna – Félix Monti - A Ostra e o Vento – Pedro Farkas |
| Melhor Figurino | Melhor Trilha Sonora |
| - Amor & Cia – Rita Murtinho - Bela Donna – Diana Eichbauer - Central do Brasil – Cristina Camargo - Policarpo Quaresma, Herói do Brasil – Kika Lopes                                                               | - Central do Brasil – Jaques Morelenbaum e Antonio Pinto - Amores – Nico Nicolaiewsky - Kenoma – Marco Antonio Guimarães, Artur Andrés Ribeiro, Paulo Sergio Santos e Décio Ramos - A Ostra e o Vento – Chico Buarque de Hollanda e Wagner Tiso |
| Revelação do Ano | Melhor Filme Estrangeiro |
| - Vinícius de Oliveira – Central do Brasil como Josué Fontenele de Paiva | - O Show de Truman – Peter Weir (Estados Unidos) - Caráter – Mike van Diem (Holanda) |